# گلبانگ شجریان ۱ (بت چین)
گلبانگ شجریان ۱ معروف به بت چین، نام آلبومی است با صدای محمدرضا شجریان که با همکاری مؤسسهٔ فرهنگی هنری ماهور اجرا شد. لازم است ذکر شود نام این آلبوم گلبانگ شجریان شماره ۱ است و یک مجموعه دیگر به نام بت چین وجود دارد که اثر گروه شیدا است و مربوط به تصنیف‌های قدیمی محمدرضا شجریان با همکاری محمدرضا لطفی است.

## شرح اثر

### هنرمندان
- آواز: محمدرضا شجریان
- سنتور: فرامرز پایور
- تار: هوشنگ ظریف
- ملودی: علی‌اکبر شیدا، درویش خان
- تنظیم: فریدون شهبازیان

سایر نوازندگان این اثر ناشناس هستند.

### فهرست آهنگ‌ها
| شماره      | نام                | سراینده      | آهنگساز      | مدت   |
| ---------- | ------------------ | ------------ | ------------ | ----- |
| ۱.         | «تصنیف بت چین»     | علی‌اکبر شیدا | علی‌اکبر شیدا | ۰۵:۲۰ |
| ۲.         | «ساز و آواز»       | حافظ         |              | ۱۷:۰۲ |
| ۳.         | «تصنیف بت چین»     | علی‌اکبر شیدا | علی‌اکبر شیدا | ۰۵:۲۴ |
| ۴.         | «تصنیف عشق تو»     | محمدتقی بهار | علی‌اکبر شیدا | ۰۷:۰۷ |
| ۵.         | «ساز و آواز»       | سعدی         |              | ۱۸:۵۶ |
| ۶.         | «تصنیف ز من نگارم» | محمدتقی بهار | درویش خان    | ۰۳:۳۵ |
| مجموع مدت: | مجموع مدت:         | مجموع مدت:   | مجموع مدت:   | ۵۷:۲۶ |